# 烏伊爾河
48°32′28″N 52°24′15″E / 48.5410°N 52.4041°E
烏伊爾河是哈薩克斯坦的河流，位於該國西北部，河道全長800公里，流域面積31,500平方公里，發源自穆戈賈雷山，河口處在裡海盆地。

## 外部連結
- Уил （页面存档备份，存于）, Great Soviet Encyclopedia